# 만분
만분(滿奮, ? ~ ?)은 서진의 관료로, 자는 무추(武秋)이며, 산양군 창읍현(昌邑縣) 사람이다. 조위의 태위 만총의 손자이자, 위위 만위의 조카이다.

## 행적
사람됨이 청렴하고 공평하였으며, 풍채가 만총과 닮았었다.
원강 연간에 상서령·사례교위를 지냈다.

### 일화
만분은 평소에 바람을 싫어하였다. 어느 날 만분은 무제와 함께 있었는데, 유리로 된 북쪽 창문 너머로 바람이 부는 모습이 보였다. 만병은 바람이 들어오는 줄 알고 어찌할 바를 몰라 하였는데, 무제가 이를 비웃으니 이렇게 말하였다.
| “ | 오나라 소들은 (따뜻한 곳에서 살다 보니) 달만 봐도 숨을 헐떡인다던데, 신이 꼭 그렇습니다. | ” |

만분은 매우 뚱뚱하여 살이 텄다. 여름이 되면 기름기 많은 땀을 흘렸는데, 애첩이 이를 모아서 불을 밝혔다. 만분은 매우 화를 내며 기름을 땅 속에 묻었는데, 영가의 난 때 오랑캐들이 이를 태우니 등불과 같이 밝았다.

## 출전
- 곽반, 《위진세어》[진수, 《삼국지》 권26 만전견곽전(滿田牽郭傳) 배송지주에 인용]
- 유의경, 《세설신어》 상권상 언어(言語) 제2
- 순작, 《기주기》[진수, 《삼국지》 권26 만전견곽전 배송지주에 인용]
- 유경숙, 《이원》 권10 만분고한(滿奮膏汗)